# Городище (Первомайское сельское поселение)
Городище — деревня в Конаковском районе Тверской области. Входит в состав Первомайского сельского поселения.

## География
Находится в юго-восточной части Тверской области на расстоянии приблизительно 10 км на север от города Конаково на левом берегу Волги.

## История
Известна с 1628-29 годов как пустошь. В 1678 году деревня Городище принадлежала Петру и Осипу Грязным и состояла из 2 дворов. В 1859 году здесь было 26 дворов, в 1900 году 29. В 1931 году был создан колхоз «Пятилетка». Ныне имеет дачный характер.

## Население
Численность населения: 208 человек (1859 год), 222 (1900), 10 (русские 100 %)в 2002 году, 1 в 2010.